# Johann Friedrich Gleditsch

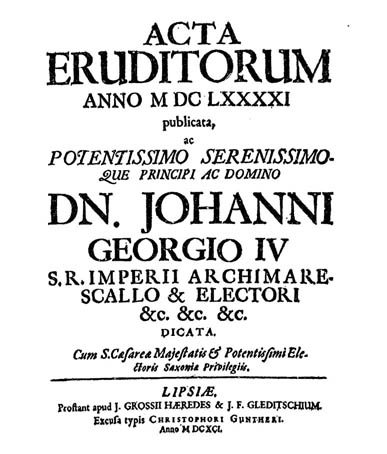
Titelblatt der bei Johann Friedrich Gleditsch erscheinenden Leipziger Acta Eruditorum

Johann Friedrich Gleditsch (* 15. August 1653 in Eschendorf bei Pirna; † 26. März 1716 in Leipzig) war ein bedeutender Verlagsbuchhändler des späten 17. und frühen 18. Jahrhunderts.

## Leben
Als Sohn des Pfarrers Georg Gleditsch (1615–1665) und seiner Frau Catharina (geb. Nikolai, 1624–1671) geboren, besuchte er nach dem frühen Tod seines Vaters die Thomasschule in Leipzig. Aus finanziellen Gründen begann er bei Elert Schumacher in Wittenberg eine Buchhandelslehre; er blieb dort bis 1680 als Gehilfe angestellt. 1681 wurde er Verlagsdiener im Geschäft des verstorbenen Johann Friedrich Fritsch, dessen Witwe Catarina Margaretha er im November 1681 heiratete. In der Folgezeit entwickelte er das bereits angesehene Unternehmen zu einem herausragenden wissenschaftlichen Verlag seiner Zeit, berühmt vor allem durch die Herausgabe der Leipziger Acta Eruditorum, deren erste Nummer 1682 er in Kooperation mit dem Verlag der Grossischen Erben herausbrachte.
Ende des Jahres 1693 übergab er das Geschäft seinem Stiefsohn Thomas Fritsch und gründete eine eigene Verlagsbuchhandlung, die innerhalb von wenigen Jahren ebenfalls Bedeutung erlangte, da sie sich mit aufwendig gestalteten Publikationen hervortat. So kann man beispielsweise das Hauptwerk der Geschichte der Reformation, Seckendorffs Commentarius de Lutheranismo, Zieglers Schauplatz und Labyrinth, Lohensteins Arminius und die großen biblisch-theologischen Werke von Johann Tarnow (Tarnovius), Glassius, Carpzov, Dieterici, Pritius, Herberger anführen.
Neben den großen Autoren errang Gleditsch Erfolge mit den beiden wichtigsten Wachstumsbranchen des Buchmarkts des frühen 18. Jahrhunderts: Lexika und Journalen. Bei ihm erschien das von Johann Hübner betreute Reale Staats- und Zeitungs-Lexicon (1704), das wenig später den Titel „Conversations-Lexicon“ durchsetzte und mit seinem Ergänzungsband 1712 die unverzichtbare Begleitlektüre zu den Zeitungen wurde – hier konnte man die Orte und Länder nachschlagen, die in Zeitungen erwähnt wurden, denn Zeitungen boten ihre Nachrichten im gegenwärtigen Stil weitgehend ohne alle Erklärungen und Kommentare an.
Zu den Lexika kam das von Gottlieb Siegmund Corvinus alias Amaranthes zusammengestellte Frauenzimmer-Lexicon (1715). Unter den Journalen wurden die in seinem Verlag erscheinenden lateinischen Acta Eruditorum ab 1712 von den Deutschen Acta Eruditorum ergänzt, die sich zum führenden deutschsprachigen Rezensionsorgan historischer Schriften entwickelten. Die Unternehmungen schufen ihre eigenen Synergie-Effekte: Titel, die bei Gledisch erschienen, fanden sich regelmäßig in den Journalen des Hauses besprochen und damit beworben.
Benjamin Wedels Menantes-Biographie überliefert, dass die Autoren des Zeitungs-Lexicons 2½ Reichstaler für den Druckbogen erhielten.
Archivgut des Verlages befindet sich im Sächsischen Staatsarchiv, Staatsarchiv Leipzig und bildet dort den Bestand.